# Christine de Waldeck-Wildungen
Pour les articles homonymes, voir Waldeck-Wildungen.
Christine de Waldeck-Wildungen (en allemand Christina von Waldeck-Wildungen) est née à Wildungen (Allemagne) le 29 décembre 1614 et meurt à Hombourg le 7 mai 1679. Elle était la fille de Christian de Waldeck (1585-1637) et de Élisabeth de Nassau-Siegen (1584-1661). 

## Mariage et descendance
Le 11 septembre 1642 elle se marie avec le comte Ernest de Sayn-Wittgenstein-Hombourg (1599-1649), fils de Georges II de Sayn-Wittgenstein (1565-1631) et de Élisabeth de Nassau-Weilbourg (1572-1607). Le mariage a trois enfants :
- Anna Amélie (1641-1685), mariée avec le comte Casimir de Lippe-Brake (1627-1700).
- Christine de Sayn-Wittgenstein-Hombourg (1646-1678), mariée avec Frédéric de Nassau-Weilbourg (1640-1675)
- Christian (1647-1704).